# Serie A2 1984-1985 (pallavolo maschile)
La Serie A2 maschile FIPAV 1984-85 fu l'8ª edizione della manifestazione organizzata dalla FIPAV.

## Regolamento
Le 24 squadre partecipanti, divise con criteri geografici in due gironi, disputarono un girone unico con partite di andata e ritorno. Al termine della regular season le vincitrici di ciascun girone furono promosse in Serie A1, mentre le ultime tre classificate di ogni girone retrocessero in B.

## Avvenimenti
Il campionato ebbe inizio il 3 novembre e si concluse il 30 marzo con le promozioni di Di.Po. Vimercate e Victor Village Ugento.

## Le squadre partecipanti
Le squadre partecipanti furono 24. Le squadre provenienti dalla Serie A1 furono la Grandi Cucine Firenze e la Victor Village Ugento. Impavida Ortona, Irpinia Motori Avellino, Jonicagrumi Reggio Calabria, Tomei Livorno e Valeo Mondovì erano le neopromosse dalla B. Alla rinuncia della neopromossa San Giovanni Lupatoto sopperì il ripescaggio dell'Allegrino Lanciano.

### Girone A
| Squadra                  | Stagioni in Serie A2 | Allenatore                         | Campo di gioco                                     |
| ------------------------ | -------------------- | ---------------------------------- | -------------------------------------------------- |
| Ado Udine                | 2                    | Antonio Travaglini                 | PalaBenedetti di Udine                             |
| APM Termocucine Arezzo   | 2                    | Mario Mattioli                     | Palestra Comunale di Arezzo                        |
| Arrital Treviso          | 5                    | Luigi Schiavon, poi Viktor Krevsel | Palasport di Fontanafredda, PN                     |
| Burro Virgilio Mantova   | 3                    | Daniele Bagnoli                    | PalaTe di Mantova                                  |
| Carisparmio Ravenna      | 3                    | Daniele Ricci                      | PalaCosta di Ravenna                               |
| Di.Po. Vimercate         | 3                    | Zdizislaw Ambroziak                | Centro Scolastico Omnicomprensivo di Vimercate, MI |
| Latte Tre Valli Jesi     | 2                    | Julio Velasco                      | [Palestra Carbonari] di Jesi, AN                   |
| Mobili Dondi Ferrara     | 5                    | Aldo Bendandi                      | Palasport di Ferrara                               |
| Serenissima Venezia      | 1                    | Vasko Mrankov                      | Palasport Arsenale di Venezia                      |
| Sistemi Mtn Steton Carpi | 6                    | Gianfranco Astolfi                 | Palazzetto I.T.C. di Carpi, MO                     |
| Thermomec Zetabi Padova  | 6                    | Ryszard Bosek                      | Palazzetto dello Sport Arcella di Padova           |
| Valeo Mondovì            | 1                    | Mario Sasso                        | Palasport di Mondovì, CN                           |

### Girone B
| Squadra                          | Stagioni in Serie A2 | Allenatore             | Campo di gioco                                            |
| -------------------------------- | -------------------- | ---------------------- | --------------------------------------------------------- |
| Allegrino Lanciano               | 1                    | Giampiero Leombroni    | Palasport Santa Rita di Lanciano, CH                      |
| Grandi Cucine Firenze            | 6                    | Gianluca Bastiani      | Palazzetto San Marcellino di Firenze                      |
| Impavida Ortona                  | 1                    | Francesco De Angelis   | Palasport di Ortona, CH                                   |
| Irpinia Motori Avellino          | 1                    | Todor Simov            | PalaDel Mauro di Avellino                                 |
| Jonicagrumi Reggio Calabria      | 1                    | Ki Won Park            | PalaBotteghelle di Reggio Calabria                        |
| Pallavolo Catania                | 3                    | Michelangelo Lo Bianco | PalaSpedini di Catania                                    |
| Pallavolo Sabaudia               | 3                    | Claudio Di Coste       | Pallone pressostatico di Sabaudia, LT                     |
| Tomei Livorno                    | 1                    | Giovanni Ceccherini    | PalaMacchia di Livorno                                    |
| Vianello Pescara                 | 5                    | Claudio Piazza         | Palasport di Pescara                                      |
| Victor Village Ugento            | 3                    | Enrique Edelstein      | Palestra Ozan di Ugento, LE                               |
| Volley Club Campobello di Mazara | 2                    | Avram Topusov          | Palasport Contrada Affacciata di Campobello di Mazara, TP |
| Zip Jeans San Giuseppe Vesuviano | 3                    | Yanko Yankov           | Palasport di San Giuseppe Vesuviano, NA                   |

## Classifica

### Girone A
| Pos. | Squadra                  | Pt | G  | V  | P  | SV | SP |
| ---- | ------------------------ | -- | -- | -- | -- | -- | -- |
| 1.   | Di.Po. Vimercate         | 34 | 22 | 17 | 5  | 55 | 20 |
| 2.   | Carisparmio Ravenna      | 32 | 22 | 16 | 6  | 53 | 28 |
| 3.   | Mobili Dondi Ferrara     | 28 | 22 | 14 | 8  | 53 | 42 |
| 4.   | Latte Tre Valli Jesi     | 26 | 22 | 13 | 9  | 52 | 34 |
| 5.   | Arrital Treviso          | 26 | 22 | 13 | 9  | 49 | 37 |
| 6.   | Sistemi Mtn Steton Carpi | 22 | 22 | 11 | 11 | 46 | 42 |
| 7.   | Valeo Mondovì            | 22 | 22 | 11 | 11 | 39 | 47 |
| 8.   | Ado Udine                | 20 | 22 | 10 | 12 | 37 | 45 |
| 9.   | Thermomec Zetabi Padova  | 20 | 22 | 10 | 12 | 36 | 48 |
| 10.  | Burro Virgilio Mantova   | 18 | 22 | 9  | 13 | 41 | 48 |
| 11.  | APM Termocucine Arezzo   | 8  | 22 | 4  | 18 | 26 | 58 |
| 12.  | Serenissima Venezia      | 8  | 22 | 4  | 18 | 18 | 56 |

### Girone B
| Pos. | Squadra                          | Pt | G  | V  | P  | SV | SP |
| ---- | -------------------------------- | -- | -- | -- | -- | -- | -- |
| 1.   | Victor Village Ugento            | 44 | 22 | 22 | 0  | 66 | 13 |
| 2.   | Zip Jeans San Giuseppe Vesuviano | 38 | 22 | 19 | 3  | 59 | 23 |
| 3.   | Jonicagrumi Reggio Calabria      | 36 | 22 | 18 | 4  | 59 | 23 |
| 4.   | Vianello Pescara                 | 26 | 22 | 13 | 9  | 48 | 41 |
| 5.   | Volley Club Campobello di Mazara | 22 | 22 | 11 | 11 | 42 | 38 |
| 6.   | Irpinia Motori Avellino          | 20 | 22 | 10 | 12 | 39 | 41 |
| 7.   | Pallavolo Catania                | 18 | 22 | 9  | 13 | 37 | 47 |
| 8.   | Pallavolo Sabaudia               | 16 | 22 | 8  | 14 | 40 | 51 |
| 9.   | Impavida Ortona                  | 16 | 22 | 8  | 14 | 37 | 49 |
| 10.  | Gandi Firenze                    | 14 | 22 | 7  | 15 | 31 | 53 |
| 11.  | Allegrino Lanciano               | 12 | 22 | 6  | 16 | 27 | 53 |
| 12.  | Tomei Livorno                    | 2  | 22 | 1  | 21 | 11 | 64 |

| Promosse in Serie A1 e ammesse ai play-off scudetto | Retrocesse in Serie B |